# Diciassette (film)
Diciassette (Diecisiete) è un film del 2019 diretto da Daniel Sánchez Arévalo.
Il film è stato presentato al Festival internazionale del cinema di San Sebastián il 27 settembre 2019; dal 18 ottobre successivo è stato distribuito su Netflix.

## Trama
Il giovanissimo Hector viene processato dopo aver rubato uno scooter e una stufa che serviva per scaldare la nonna, inferma in un ospizio con il riscaldamento rotto.
Un poliziotto, nell'inseguirlo, si è gravemente ferito e, pertanto, la giudice minorile lo condanna a due anni e gli regala il Codice Penale, così che abbia il tempo di imparare cosa sia male.
A diciassette anni, Hector ha già provato venti volte la fuga dal riformatorio e ha imparato il Codice Penale a memoria, tanto che i compagni lo chiamano "l'avvocato", con tono denigratorio.
Viene così avviato un programma che prevede che i ragazzi accudiscano dei cani portati da un vicino canile che raccoglie e ridistribuisce animali abbandonati.
Hector si affeziona a Pecora, lascia gli studi legali e si dedica a quelli veterinari, ma un giorno il "suo" cane non torna ad incontrarlo. Dopo il suo perfetto addestramento ha infatti trovato una famiglia che lo ha adottato.
Così, a meno di due mesi dall'uscita, e a pochi giorni dal diciottesimo compleanno, Hector dà vita alla fuga vincente, ribellandosi alla sottrazione di quello che lui reputava il "suo" cane.
Il riformatorio si rivolge al fratello Ismael spiegandogli quanto sia importante che Hector si riconsegni senza fare ulteriori reati per non incorrere in problemi davvero gravi con la giustizia. Il problema è che Ismael, reo di aver denunciato il fratello dopo il furto della stufa, ha definitivamente rotto con Hector. Però conosce il fratello, e in effetti lo ritrova al capezzale della nonna, ancora viva ma ormai al lumicino. I fratelli si spiegano e, dopo un'animata conversazione, Ismael cede al fratello decidendo di prenderlo sul suo caravan e andare alla ricerca di Pecora, dopo aver caricato la nonna nel proprio caravan.
Nel viaggio alla ricerca di Pecora, i tre caricheranno un nuovo cane, porteranno la nonna nel suo paese di origine, dove vive ancora un cugino e vivranno diverse disavventure. Alla fine, con la nonna che ritrova animo grazie al nuovo cagnolino, i due fratelli riscoprono un bel rapporto dopo che Hector risolve via chat la crisi coniugale di Ismael e, rinunciato a Pecora, torna nel riformatorio, confidando che alla fine della pena, avrà una famiglia su cui contare.

## Produzione
Il film è ambientato e girato nella Cantabria, regione di origine del regista.

## Riconoscimenti
- José María Forqué Awards - Primo premio nella categoria Educación en Valores